# Gladkopleguanen
Gladkopleguanen (Leiocephalus) zijn een geslacht van hagedissen behorend tot de familie Leiocephalidae.

## Naam en indeling
De familie Leiocephalidae is monotypisch en wordt alleen vertegenwoordigd door het geslacht van de gladkopleguanen. De hagedissen verschillen van andere families door de extreem beweeglijke staart. De wetenschappelijke naam van de groep werd voor het eerst voorgesteld door John Edward Gray in 1827. Veel soorten werden eerder beschreven onder de wetenschappelijke geslachtsnaam Liocephalus. 

Er zijn 30 soorten, inclusief de pas in 2016 beschreven soort Leiocephalus sixtoi. Veel van de hagedissen komen voor op verschillende eilanden of eilandengroepen zodat veel vertegenwoordigers ondersoorten hebben. Leiocephalus carinatus bijvoorbeeld heeft twaalf verschillende ondersoorten.

## Uiterlijke kenmerken
De soorten blijven klein en bereiken een kopromplengte van ongeveer zes tot veertien centimeter en een totale lengte van ongeveer 25 cm. Veel soorten hebben een langwerpig, gestroomlijnd en sterk afgeplat lichaam. Een bekendere soort is de maskerleguaan (Leiocephalus personatus) wiens naam te danken is aan de donkere vlekken bij de kop. De staart van alle soorten is zeer beweeglijk en kan worden gekruld. Een aantal soorten heeft een stekelkam die doorloopt op de staart.

## Verspreiding en habitat
Gladkopleguanen komen voor in delen van Midden-Amerika en dan met name in het Caribisch gebied. Ze leven in de landen en eilanden Antigua en Barbuda, Bahama's, Cuba, Dominicaanse Republiek, Haïti, Hispaniola, Honduras, Navassa, Puerto Rico en de Turks- en Caicoseilanden. Twee soorten zijn geïntroduceerd in de Verenigde Staten (Florida).
De habitat bestaat uit drogere tropische en subtropische bossen, scrubland en door de mens aangepaste streken zoals tuinen.

## Beschermingsstatus
Door de internationale natuurbeschermingsorganisatie IUCN is aan 25 soorten een beschermingsstatus toegewezen. Dertien soorten worden beschouwd als 'veilig' (Least Concern of LC), twee als 'kwetsbaar' (Vulnerable of VU) en één soort als 'bedreigd' (Endangered of EN). Vijf soorten worden beschouwd als 'ernstig bedreigd' (Critically Endangered of CR). Deze gladkopleguanen worden bedreigd door activiteiten van de mens, zoals het laten grazen van vee, het veroorzaken van bosbranden en het introduceren van invasieve soorten.
Acht soorten zijn uitgestorven en andere soorten staan op de rand van uitsterven. De soort Leiocephalus greenwayi bijvoorbeeld is alleen bekend van het holotype dat beschreven werd in 1935. Sindsdien zijn er geen exemplaren meer gevonden. De soort Leiocephalus herminieri is al sinds 1840 uitgestorven en wordt beschouwd als een subfossiel. De gladkopleguaan Leiocephalus partidus ten slotte is al lange tijd verdwenen en alleen bekend als fossiel. Deze soort leefde gedurende het Holoceen of mogelijk in het Pleistoceen, dat 11 miljoen jaar geleden eindigde.

## Soorten
Het geslacht omvat de volgende soorten, met de auteur en het verspreidingsgebied. Voor de volledigheid zijn de recentelijk uitgestorven soorten ook opgenomen in de lijst.
| Naam                       | Auteur                                                                | Verspreidingsgebied                                                       |
| -------------------------- | --------------------------------------------------------------------- | ------------------------------------------------------------------------- |
| † Leiocephalus anonymous   | Pregill, 1984                                                         | Haïti                                                                     |
| Leiocephalus barahonensis  | Schmidt, 1921                                                         | Hispaniola                                                                |
| Leiocephalus carinatus     | Gray, 1827                                                            | Bahama's, Cuba, Honduras, geïntroduceerd in de Verenigde Staten (Florida) |
| Leiocephalus cubensis      | Gray, 1840                                                            | Cuba                                                                      |
| † Leiocephalus cuneus      | Etheridge, 1964                                                       |                                                                           |
| † Leiocephalus endomychus  | Schwartz, 1967                                                        | Hispaniola                                                                |
| † Leiocephalus eremitus    | Cope, 1868                                                            | Navassa                                                                   |
| † Leiocephalus etheridgei  | Pregill, 1981                                                         | Puerto Rico                                                               |
| Leiocephalus greenwayi     | Barbour & Shreve, 1935                                                | Bahama's                                                                  |
| † Leiocephalus herminieri  | Duméril & Bibron, 1837                                                | Martinique                                                                |
| Leiocephalus inaguae       | Duméril & Bibron, 1837                                                | Bahama's                                                                  |
| † Leiocephalus jamaicensis | Etheridge, 1966                                                       | Jamaica                                                                   |
| Leiocephalus loxogrammus   | Cope, 1887                                                            | Bahama's                                                                  |
| Leiocephalus lunatus       | Cochran, 1934                                                         | Dominicaanse Republiek                                                    |
| Leiocephalus macropus      | Cope, 1863                                                            | Cuba                                                                      |
| Leiocephalus melanochlorus | Cope, 1863                                                            | Hispaniola                                                                |
| Leiocephalus onaneyi       | Garrido, 1973                                                         | Cuba                                                                      |
| † Leiocephalus partidus    | Pregill, 1981                                                         | Puerto Rico                                                               |
| Leiocephalus personatus    | Cope, 1863                                                            | Dominicaanse Republiek, Haïti                                             |
| Leiocephalus pratensis     | Cochran, 1928                                                         | Haïti                                                                     |
| Leiocephalus psammodromus  | Barbour, 1920                                                         | Turks- en Caicoseilanden                                                  |
| Leiocephalus punctatus     | Cochran, 1931                                                         | Bahama's                                                                  |
| Leiocephalus raviceps      | Cope, 1863                                                            | Cuba                                                                      |
| Leiocephalus rhutidira     | Schwartz, 1979                                                        | Hispaniola                                                                |
| Leiocephalus schreibersii  | Gravenhorst, 1837                                                     | Hispaniola, geïntroduceerd in de Verenigde Staten (Florida)               |
| Leiocephalus semilineatus  | Dunn, 1920                                                            | Hispaniola                                                                |
| Leiocephalus sixtoi        | Köhler, Gunther; Marcos J. Rodríguez Bobadilla, S. Blair Hedges, 2016 | Dominicaanse Republiek                                                    |
| Leiocephalus stictigaster  | Schwartz, 1959                                                        | Cuba                                                                      |
| Leiocephalus varius        | Garman, 1887                                                          | Kaaimaneilanden, geïntroduceerd in Honduras                               |
| Leiocephalus vinculum      | Cochran, 1928                                                         | Hispaniola                                                                |